# Perry (Oklahoma)
Perry ist eine Kleinstadt (mit dem Status „City“) und Verwaltungssitz des Noble County im US-amerikanischen Bundesstaat Oklahoma. Das U.S. Census Bureau hat bei der Volkszählung 2020 eine Einwohnerzahl von 4.484 ermittelt.

## Geografie
Perry liegt im mittleren Norden Oklahomas, 85 km südlich der Grenze zu Kansas. Die geografischen Koordinaten sind 36°17′22″ nördlicher Breite und 97°17′17″ westlicher Länge. Die Stadt erstreckt sich über 17,7 km², die sich auf 15,7 km² Land- und 2,0 km² Wasserfläche verteilen.
Benachbarte Orte von Perry sind Red Rock (28,6 km nordöstlich), Morrison (25,5 km östlich), Orlando (22,8 km südwestlich) und Lucien (16,1 km westlich).
Die nächstgelegenen größeren Städte sind Wichita in Kansas (163 km nördlich), Tulsa (127 km östlich), Oklahoma City (104 km südlich) und Amarillo in Texas (508 km westsüdwestlich).

## Verkehr
Entlang des westlichen Stadtrandes von Perry verläuft die Interstate 35, die auf diesem Abschnitt die kürzeste Verbindung von Oklahoma City nach Wichita bildet. Im Zentrum von Perry kreuzen die U.S. Highways 64 und 77. Der Oklahoma State Highway 86 erreicht in Perry seinen nördlichen Endpunkt. Alle weiteren Straßen sind untergeordnete und teils unbefestigte Fahrwege sowie innerörtliche Verbindungsstraßen.
In Perry kreuzen zwei Eisenbahnstrecken der BNSF Railway, der zweitgrößten Eisenbahngesellschaft des Landes.
Der Perry Municipal Airport befindet sich 11,4 km nördlich der Stadt. Der nächste Großflughafen ist der 117 km südlich gelegene Will Rogers World Airport in Oklahoma City.

## Geschichte
1893 wurde der so genannte Cherokee Strip, ein 57 Meilen breiter und 200 Meilen langer Streifen Land entlang der Grenze zu Kansas, für die Besiedlung durch Weiße freigegeben. So entstanden innerhalb kürzester Zeit neue Ortschaften, zu denen auch die heutige Stadt Perry gehörte. Der Name der neu entstandenen Stadt geht auf J.A. Perry zurück, der damals zu den ersten Lokalpolitikern gehörte.
1902 gründete der deutsche Carl Frederick Malzahn mit seinen Söhnen Charlie und Gus eine Schmiede. Aus dieser ging die spätere Maschinenbaufirma The Charles Machine Works, Inc. hervor, die durch Marke Ditch Witch bekannt wurde.

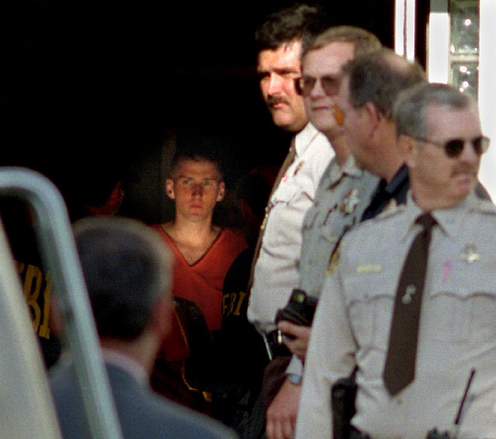
Timothy McVeigh im Gerichtsgebäude von Perry

Am 19. April 1995 wurde der Terrorist Timothy McVeigh kurz nach dem Bombenanschlag von Oklahoma City von der Highway Patrol auf der Interstate 35 wegen eines fehlenden Nummernschildes und des Besitzes einer in Oklahoma nicht zugelassenen Schusswaffe festgenommen. Drei Tage später, als er noch im Gefängnis von Perry saß, konnte er identifiziert und den zuständigen Bundesbehörden überstellt werden.

## Bevölkerung
Nach der Volkszählung im Jahr 2010 lebten in Perry 5126 Menschen in 2150 Haushalten. Die Bevölkerungsdichte betrug 326,5 Einwohner pro Quadratkilometer. In den 2150 Haushalten lebten statistisch je 2,32 Personen.
Ethnisch betrachtet setzte sich die Bevölkerung zusammen aus 85,4 Prozent Weißen, 3,3 Prozent Afroamerikanern, 4,7 Prozent amerikanischen Ureinwohnern, 0,6 Prozent Asiaten sowie 1,4 Prozent aus anderen ethnischen Gruppen; 4,6 Prozent stammten von zwei oder mehr Ethnien ab. Unabhängig von der ethnischen Zugehörigkeit waren 3,2 Prozent der Bevölkerung spanischer oder lateinamerikanischer Abstammung.
25,4 Prozent der Bevölkerung waren unter 18 Jahre alt, 55,8 Prozent waren zwischen 18 und 64 und 18,8 Prozent waren 65 Jahre oder älter. 52,4 Prozent der Bevölkerung war weiblich.
Das mittlere jährliche Einkommen eines Haushalts lag bei 35.181 USD. Das Pro-Kopf-Einkommen betrug 17.066 USD. 20,1 Prozent der Einwohner lebten unterhalb der Armutsgrenze.

## Bekannte Bewohner
- Daniel Hodge (1932–2020), Ringer, Boxer und Wrestler – geboren und gestorben in Perry
- Henry S. Johnston (1867–1965), Bezirksstaatsanwalt des Noble County und späterer siebenter Gouverneur von Oklahoma, lebte und starb in Perry
- Jack Swagger (* 1982), Wrestler – geboren in Perry
- Jack van Bebber (1907–1986), Olympiasieger 1932 im Ringen, geboren in Perry